# بيتر ستيفن فيشر
بيتر ستيفن فيشر (بالإنجليزية: Peter S. Fischer)‏ هو كاتب سيناريو ومنتج أفلام أمريكي، ولد في 1935 في الولايات المتحدة.

## وصلات خارجية
- بيتر ستيفن فيشر على موقع IMDb (الإنجليزية)
- بيتر ستيفن فيشر على موقع ألو سيني (الفرنسية)
- بيتر ستيفن فيشر على موقع أول موفي (الإنجليزية)
- بيتر ستيفن فيشر على موقع قاعدة بيانات الفيلم (الإنجليزية)
- بيتر ستيفن فيشر على موقع كينوبويسك (الروسية)